# Ovidiu Tudor Oprea
Ovidiu-Tudor „Tudy“ Oprea (* 10. September 1976 in Târnăveni, Kreis Mureș) ist ein rumänischer Mountainbikefahrer.
Ovidiu-Tudor Oprea gewann 2003 zwei Rennen beim Kissavos Cup in Griechenland. Im Jahr darauf war er bei einem Rennen des zypriotischen Winter MTB Cups erfolgreich und gewann den Kissavos Cup, das Int. Cappadoccia Stage Race sowie das Surmont Mountain Bike Festival. Bei den Olympischen Sommerspielen in Athen wurde Oprea 37. im Cross Country-Wettbewerb. In der Saison 2005 gewann er die Trofei Montenegro und wurde rumänischer Meister im Cross Country. 2006 war er beim Istanbul Cup, beim Konya MTB Cup und bei der Trofei Montenegro erfolgreich. Außerdem verteidigte er seinen nationalen Meistertitel und gewann die Goldmedaille bei der Balkan Championship im Cross Country. Im Jahr darauf errang er die nationale Meisterschaft und die Balkanmeisterschaft erneut, jeweils in Păltiniș.

## Erfolge
2005
- Rumänischer Meister – Cross Country

2006
- Rumänischer Meister – Cross Country
- Balkanmeister – Cross Country

2007
- Rumänischer Meister – Cross Country
- Balkanmeister – Cross Country

2011
- Rumänischer Meister – Cross Country

2013
- Rumänischer Meister – Cross Country

## Teams
- 2005 BikinʼCyprus International MTB Team
- 2007 Clubul de Ciclism și Triatlon Sibiu